# Per Bredesen
Per Bredesen est un footballeur norvégien né le 22 décembre 1930 à Horten et mort le 3 octobre 2022. Il évoluait au poste de milieu offensif et a notamment connu le succès en Italie où il a joué dans plusieurs clubs de Serie A.

## Biographie

### En club
Bredesen commence sa carrière professionnelle dans son pays natal au FK Ørn Horten en 1947,.
En 1952, il devient l'un des premiers joueurs norvégiens à signer pour un club étranger, en rejoignant la SS Lazio en Italie,.
Il poursuit ensuite sa carrière en Serie A en jouant pour des clubs prestigieux comme Udinese, AC Milan et AS Bari, avant de terminer en Serie B avec l'ACR Messine,.
Durant son passage à l'AC Milan, Bredesen remporte le scudetto en 1957, devenant ainsi le seul norvégien à avoir remporté ce trophée,.
Après avoir quitté l'Italie en 1961, Bredesen retourne à FK Ørn Horten où il met un terme à sa carrière de joueur en 1962.
Il dispute un total de 140 matchs pour 30 buts marqués en première division italienne. Il dispute 2 matchs en Coupe des clubs champions (les deux matchs de la demi-finale en 1957-1958).

### En sélection
International norvégien, il dispute 18 matchs en équipe nationale et inscrit 7 buts de 1949 à 1951.
Bredesen débute avec l'équipe de Norvège le 19 juin 1949 à l'âge de 18 ans contre la Yougoslavie (défaite 1-3 en amical à Oslo)
Il dispute notamment le Championnat nordique 1948-1951. Son dernier match international a lieu dans cette compétition : victoire 4-3 contre la Suède à Goteborg, il inscrit un but à cette occasion
Son transfert à SS Lazio met fin prématurément à sa carrière internationale, car la Fédération de Norvège de football n'autorise à l'époque que les joueurs amateurs à représenter l'équipe nationale.

### Entraîneur
Par la suite, il devient entraîneur de son club d'origine le FK Ørn Horten.

## Palmarès

### Joueur
AC Milan
- Serie A :
  - Champion : 1956-1957.